# کالج دولتی هنر رقص ایروان
کالج دولتی هنر رقص ایروان (ارمنی: Երևանի պարարվեստի պետական քոլեջ؛ یا کالج دولتی رقص‌پردازی ایروان (ارمنی: Երևանի պարարվեստի ուսումնարան؛ انگلیسی: Yerevan State Choreographic college) در سال ۱۹۲۴ به عنوان یک استودیوی دولتی رقص در ایروان توسط و. آریستاکسیان بنیان‌گذاری شد. مدیر هنری این کالج از سال ۱۹۳۷ ز. مورادیان و بین سال‌های ۱۹۴۰–۱۹۴۴ م. مویسف بوند.

## تاریخچه
در سال‌های ۱۹۳۹ و ۱۹۵۶ این کالج در ده‌روزه هنر ارمنیان که مسکو برگزار‌ می‌شد، شرکت نمود.

## دانش‌آموختگان
- ترزا گریگوریان (ریاست از ۱۹۷۴)
- آزات قاریبیان
- آ. میناسیان[الف]
- وانوش خانامیریان
- سورن چانچوریان
- بلا هونانیان
- الویرا مناتساکانیان
- هوهانس دیوانیان
- فرونزه یلانیان
- پ. بورنازیان[ب]
- م. مورادیان[پ]
- ج. کالانتاریان[ت]
- و. قریبیان[ث]
- پیش‌نویس:آرمن مانداکونیان hy:Արմեն Մանդակունյան
- رودولف خاراتیان
- آ. توکماجیان[ج]
- دونارا آلکسانیان
- آنا ماریکیان
- نورایر مهرابیان
- س. پطروسیان[چ]
- زاون هاروتیونیان
- نادژدا داوتیان
- آ. بابانوف[ح]
- سوفی دوویان
- پیش‌نویس:لائورا وارطانیان hy:Լաուրա Վարդանյան
- زاره مورادیان
- پیش‌نویس:یلنا پاولیدی hy:Ելենա Պավլիդի
- ویلن گالستیان
- ماریا دیوانیان
- سونا آروستامیان
- ریما پیپویان
- پیش‌نویس:رافی گالستیان (هنرمند باله) Րաֆֆի Գալստյան

## یادداشت
1. ↑  Ա. Մինասյան
2. ↑  Պ. Բուռնազյան
3. ↑  Մ. Մուրադյան
4. ↑  Ջ. Քալանթարյան
5. ↑  Վ. Ղարիբյան
6. ↑  Ա. Թոքմաջյան
7. ↑  Ս. Պետրոսյան
8. ↑  Ա. Բաբանով